# Jorge Abreu
Jorge Luis Abreu Soler (16 de marzo de 1990) es un ciclista profesional venezolano.
Ha participado en la Vuelta al Táchira, Vuelta a Venezuela y otras competencias nacionales.

## Palmarés

### Ruta
2014
- 1 etapa de la Vuelta a Venezuela

2015
- 1 etapa de la Vuelta a Barinitas

2018
- 1 etapa de la Vuelta al Táchira

2021
- Vuelta a Venezuela

### Pista
- Carrera por puntos del Campeonato de Venezuela en Pista

## Equipos
- 2011  Gobernación del Táchira - Drodínica
- 2014  Gobernación del Táchira
- 2015  Gobernación del Táchira - Concafé